# Portrait de Philippe II en armure
Portrait de Philippe II en armure est un tableau peint par Titien en 1551. Il mesure 193 cm de haut sur 111 cm de large. Il est conservé au musée du Prado à Madrid.